# 二道江区
二道江区（にどうこう-く）は中華人民共和国吉林省通化市に位置する市轄区。

## 行政区画
2街道、3鎮、1郷を管轄：
- 街道弁事処：桃園街道、東通化街道
- 鎮：鴨園鎮、鉄廠鎮、五道江鎮
- 郷：二道江郷

## 交通

### 鉄道
- 中国国家鉄路集団
  - 梅集線
  - 鴨大線（中国語版）

### 道路
- 国道
  -  G201国道